# Société internationale Bruckner
 (avril 2024).
Si vous disposez d'ouvrages ou d'articles de référence ou si vous connaissez des sites web de qualité traitant du thème abordé ici, merci de compléter l'article en donnant les références utiles à sa vérifiabilité et en les liant à la section « Notes et références ».
La Société Internationale Bruckner (en allemand : Internationale Bruckner-Gesellschaft) est une organisation qui a été initiée en 1927 à Leipzig et a été officiellement fondée en 1929 à Vienne. Son principal objectif depuis lors, a été de publier les éditions de la musique d'Anton Bruckner. La majorité de la musique de Bruckner avait été publiée du vivant du compositeur ou peu de temps après sa mort, mais souvent dans des versions intégrant de nombreuses modifications suggérées par ses amis et élèves. Dans le cas de la Neuvième Symphonie inachevée de Bruckner, son élève Ferdinand Löwe y a introduit plusieurs modifications non autorisées, et cela même après le décès de Bruckner. La mission de la Société Internationale Bruckner était de publier des versions des œuvres de Bruckner basées directement sur les manuscrits originaux, que le compositeur avait légués à la Bibliothèque Nationale d'Autriche.
La Société a embauché Robert Haas comme éditeur général, avec Alfred Orel comme assistant. La première publication a été l'édition critique de la Neuvième Symphonie, publiée par Orel en 1934, qui avait été créée deux ans plus tôt, en 1932, lors d'un concert par Siegmund von Hausegger à la tête de l'orchestre philharmonique de Munich. Durant ce concert, la Neuvième Symphonie a été exécutée à deux reprises : une fois selon l'édition de Löwe et ensuite selon la nouvelle édition d'Orel. Son succès a fourni beaucoup d'élan pour une édition critique intégrale des œuvres de Bruckner.
Entre 1935 et 1944, Haas avait publié des éditions de tous les autres symphonies numérotées, sauf pour la Troisième — le travail de Haas sur cette symphonie ayant été détruit durant la guerre. Dans plusieurs cas, des révisions multiples d'une symphonie existaient dans les manuscrits, et Haas n'avait pas hésité à combiner le matériel provenant des différentes sources pour produire ce qu'il considérait comme une version « idéale » pour publication — même si elle ne correspondait en fait en rien à ce qui avait composé par le compositeur.
La Société a été officiellement dissoute en 1938, immédiatement après l'Anschluss — bien que la publication de l'édition complète fut poursuivie à Leipzig. Après la seconde Guerre mondiale, la Société a été refondée à Vienne. Haas a été licencié en raison de ses connexions nazies et les publications ont été reprises par Leopold Nowak en tant que nouveau directeur général de rédaction. La première publication après-guerre fut une édition critique de la Troisième Symphonie par Fritz Oeser. Nowak a continué en tant que directeur général de rédaction jusqu'en 1989, date à laquelle la Société avait publié plusieurs versions des symphonies et de nombreuses autres œuvres de Bruckner. Nowak était plus scolaire et moins « créatif » que Haas : il voyait comme tâche de reproduire toutes les différentes versions que Bruckner a composées sur la base des manuscrits et des sources imprimées et il documenta les différences entre ces versions dans les moindres détails. Les éditions après-guerre de Nowak sont actuellement plus couramment exécutées et enregistrées que celles avant-guerre de Haas, bien qu'un nombre important de dirigeants continue à préférer les éditions de Haas.
La Société a continué à produire de nouvelles éditions des œuvres de Bruckner après que Nowak a démissionné. Elle parraine également des périodiques et des bourses d'études dédiées à Bruckner.